# Louis-Lucien Klotz
 (septembre 2018).
Si vous disposez d'ouvrages ou d'articles de référence ou si vous connaissez des sites web de qualité traitant du thème abordé ici, merci de compléter l'article en donnant les références utiles à sa vérifiabilité et en les liant à la section « Notes et références ».
Pour les articles homonymes, voir Klotz.
Louis Lucien Klotz, né le 11 janvier 1868 à Paris (Île-de-France) et est mort le 15 juin 1930 dans la même ville, est un journaliste et homme politique français radical-socialiste.

## Biographie

### Jeunesse et études
Louis-Lucien Klotz est issu d'une famille juive alsacienne. Il est le fils d'Eugène Klotz et de Louise Hayem installés à Paris et le neveu de Victor Klotz (1836-1906), riche négociant en soieries. Louis-Lucien Klotz suit des études de droit et obtient une licence de droit. 

### Parcours professionnel
Il devient avocat à la cour d'appel de Paris. Il épouse Gabrielle Schwarz. 
En 1888, pour populariser l'alliance franco-russe, il fonde un journal illustré La Vie franco-russe. 
Il s'oppose à Maurice Barrès à propos du boulangisme.
Journaliste au Voltaire en 1892, il en devient le rédacteur en chef en 1895, puis le directeur politique.
En 1893, il se présente sans succès aux élections législatives à Paris. En 1895, il fonde Le Français quotidien, journal patriotique qui absorbe ensuite le Voltaire.

### Des responsabilités locales
Louis-Lucien Klotz a été un élu du département de la Somme. De 1900 à 1928, il a été maire d'Ayencourt-le-Monchel. Il avait été, depuis 1896, conseiller général du canton de Rosières-en-Santerre, poste qu'il conserve jusqu'en 1928.
En 1920, il devient également président du conseil général de la Somme, et ce jusqu'en 1928. Il cumule cette fonction avec celle de député de la circonscription de Montdidier, qu'il est entre 1898 et 1925.
Entre 1925 et 1928, il est puis sénateur de la Somme.
Il est le chef de file des radicaux-socialistes de la Somme après 1918.

### Des responsabilités nationales
Les débuts de Klotz en politique ne sont pas couronnés de succès. Après son échec parisien de 1893, il tente sa chance, en 1895, dans la circonscription de Montdidier dans la Somme, lors d'une élection législative partielle, sous l'étiquette « radicale ». Il a contre lui le fait d'être nouveau venu, parisien et juif, dans le contexte difficile de l'affaire Dreyfus. Au cours d'une campagne où l'antisémitisme n'est pas absent, un dissident radical, paysan du cru, se présente contre lui et est élu au second tour. Malgré son échec, Louis-Lucien Klotz persévère et s'implante dans la Somme grâce à ses relations et son entregent.
En 1898, il est très largement élu au 1er tour, député de la Somme (dans la même circonscription de Montdidier), sous la bannière « radicale-socialiste ». Il a fait campagne pour l'impôt sur le revenu et la retraite des vieux travailleurs. Il est ensuite constamment réélu au 1er tour : en 1902, 1906, 1910 et 1914. Durant la Grande Guerre, il est nommé ministre des Finances par Clemenceau. Il a notamment recours aux avances systématiques de la Banque de France pour financer l'effort de guerre. Membre de la délégation française aux cotés de Clemenceau à la Conférence de la Paix, c'est le premier à employer la formule "L'Allemagne paiera" depuis maintes fois reprise.
Le scrutin de liste ayant été rétabli en 1919, il est élu à la tête de la liste de « concentration républicaine » faisant alliance avec le député Lucien Lecointe exclu de la SFIO, et réélu une dernière fois en 1924, tout en étant hostile au cartel des gauches.
Au palais Bourbon, il est un des députés les plus actifs. Membre, et bientôt président de la commission des douanes, puis rapporteur général du budget, il est fréquemment appelé à intervenir, principalement en matière financière mais aussi dans le domaine social. Il demande en 1899, une stricte réglementation du travail des femmes et des enfants ; en 1900, la création de chambres d'agriculture dans les départements, la progressivité du droit de succession, la réforme du régime des hypothèques ; en 1901, l'adoption du scrutin de liste ; en 1904, le rachat des réseaux de chemins de fer de l'Ouest et du Midi. Il vote les lois de 1901 et de 1904 sur les congrégations religieuses. Il est aussi rapporteur du budget.
De 1925 à 1928, il est sénateur de la Somme. Au palais du Luxembourg où il s'inscrit au groupe de la Gauche démocratique, il consacre l'essentiel de son activité à un important rapport sur l'organisation générale de la nation en temps de guerre, qu'il présente en séance le 9 février 1928. Au palais Bourbon comme au Sénat, il ne cesse de réclamer le paiement, par l'Allemagne, des réparations fixées par le traité de Versailles.
Il occupe des postes ministériels de premier plan :
- ministre des Finances du 3 novembre 1910 au 2 mars 1911 dans le gouvernement Aristide Briand (2) ;
- ministre des Finances du 27 juin 1911 au 22 mars 1913 dans les gouvernements de Joseph Caillaux, Raymond Poincaré et les troisième et quatrième gouvernements d'Aristide Briand ; mis à part une interruption de trois mois en 1911, il est ministre des Finances pendant deux ans et demi ; son action principale est d'œuvrer pour l'institution de l'impôt sur le revenu, qui ne se réalise qu'en 1914 ; il a en outre à son actif le vote, en 1910, d'un nouveau tarif douanier, en réponse aux mesures protectionnistes prises par les États-Unis, et l'adoption des budgets de 1910 et 1911 ;
- ministre de l'Intérieur du 22 mars au 8 décembre 1913 dans le gouvernement Louis Barthou, au moment des manifestations contre la loi des Trois ans ;
- mobilisé en août 1914, il sert comme chef d'escadron d'artillerie au gouvernement militaire de Paris[2], puis dirige le service de la censure au Deuxième Bureau ; revenu au palais Bourbon en novembre 1914, il y préside les commissions du budget et des dommages de guerre ;
- ministre des Finances du 12 septembre 1917 au 20 janvier 1920 dans le gouvernement Georges Clemenceau (2), il est notamment chargé de négocier les « réparations » dues par l'Allemagne fixées par le traité de Versailles , dont il est co-signataire avec Georges Clemenceau; il est l'auteur de la formule fameuse : « L'Allemagne paiera ! ».

### Une fin de carrière peu glorieuse
Le 12 juillet 1929, à la suite de spéculations boursières hasardeuses, il est condamné pour chèques sans provision et escroquerie à deux ans de prison. Il avait dû démissionner de son siège de sénateur le 14 décembre 1928 et meurt moins d'un an après sa condamnation, le 15 juin 1930. 
Dans ce naufrage, il entraîne sa famille, qui voit saisir l'hôtel du 9, rue de Tilsitt (actuelle ambassade de Belgique en France) qui avait appartenu à son oncle.

## Publication
- De la guerre à la paix, 1924 (livre de souvenirs).